# Келли (сумка)

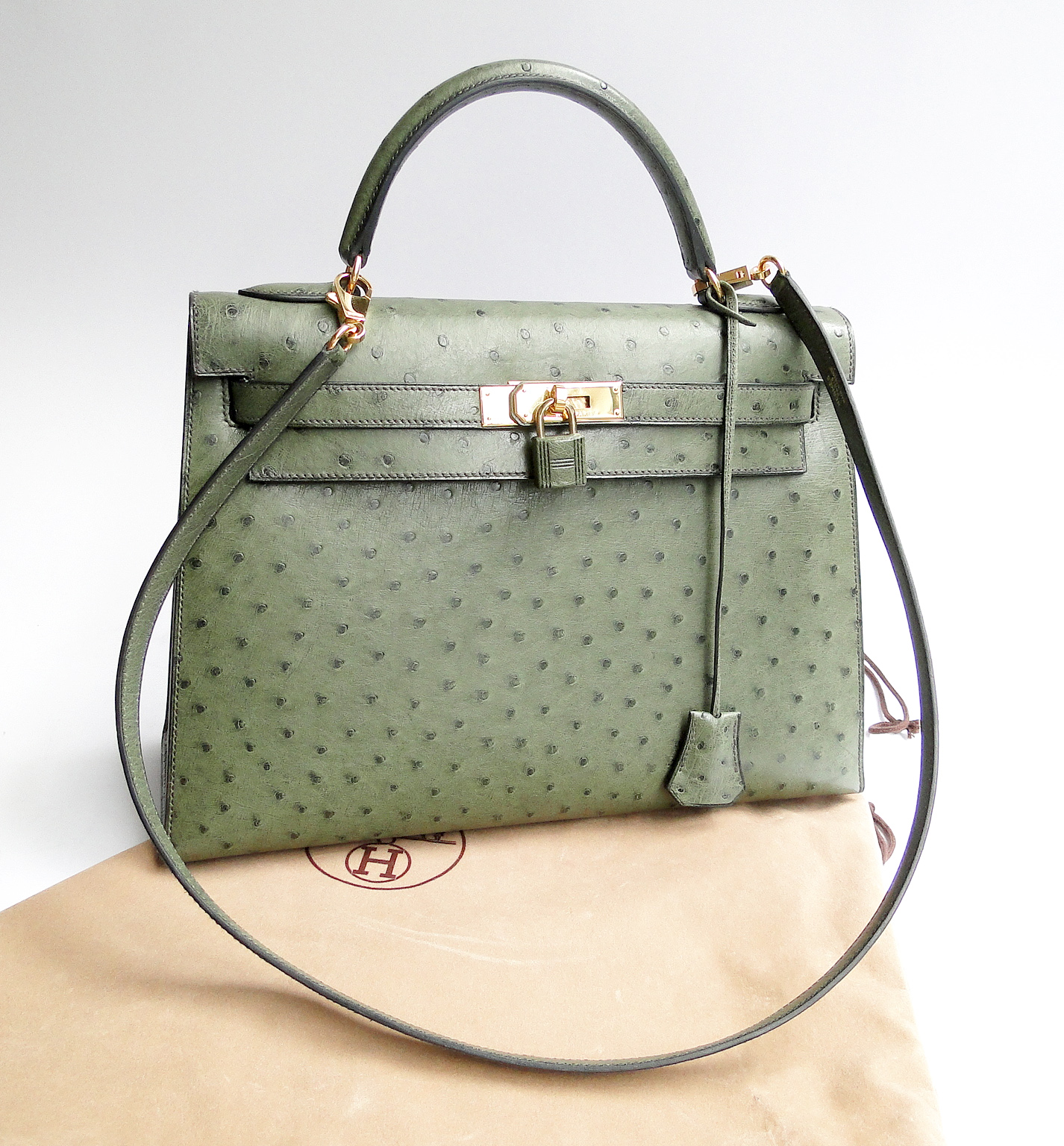
Сумка Келли

Сумка «Келли» (англ. Kelly bag, ранее известная как Sac à dépêches) — это кожаная сумка, разработанная парижским производителем высококачественных дорогих товаров из кожи Hermes. Первоначально она выпускалась как сумка для переноски седла. После значительного изменения внешнего вида эта сумка появилась в продаже и стала известной благодаря американской киноактрисе и княгине Монако Грейс Келли, в честь которой и была названа. В настоящее время сумка Келли — дорогая и статусная вещь.

## Дизайн
Сумка Келли имеет вид трапеции и снабжена двумя ремнями. Она может быть поставлена на землю, поскольку имеет толстое дно, сделанное из трёх слоёв кожи с четырьмя специальными круглыми ножками. Сумка может иметь восемь размеров, от 15 сантиметров (5,9 дюйма) до 50 сантиметров (20 дюймов). Замок, ключи и аксессуары сделаны из белого или жёлтого золота. Сумка Келли изготавливается вручную, для производства одной сумки требуется от 18 до 25 часов работы, при этом каждая сумка изготавливается одним мастером. Всё названное приводит к тому, что розничные цены на изделие очень высоки. В 2016 году цены на сумку Келли варьировались от $10 000 до $12 000.

## История
Прототипом сумки Келли была большая сумка для хранения и переноски лошадиных седел, выпущенная в продажу около 1892 года. Сумка эта называлась по-французски Haut à courroies («высокая с ремнями») из-за того, что имела длинные ручки. В 1923 году Эмиль-Морис Эрме и Этторе Бугатти разработали на базе Haut à courroies сумку для жены Эрмес, Жюли. Новая сумка должна была проходить в дверцы автомобиля, чтобы всадник мог разместить седло своей лошади в машине. В 1930-е годы зять Эрме, Робер Дюма, переработал сумку для переноски седла в просторную дорожную сумку, которую назвали Sac à dépêches («Почтальонской»). Такой дизайн контрастировал с тогдашними тенденциями уменьшения размеров женских сумочек. «Почтальонская» сумка чем далее, тем более оправдывала свое название. Она постепенно стала жёсткой и квадратной.

## Ассоциация с Грейс Келли

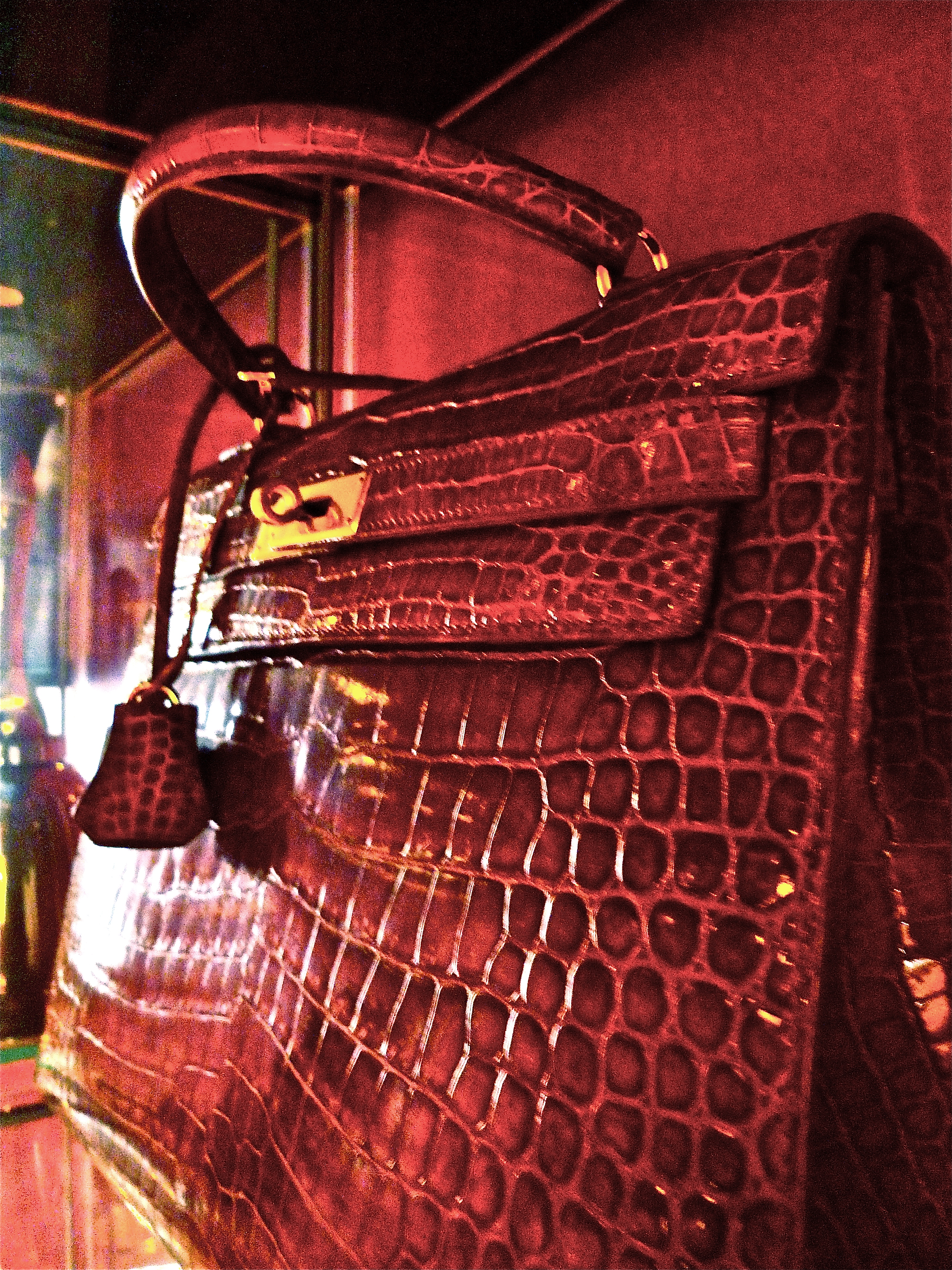
Сумка Келли из красной крокодиловой кожи

Своим первым появлением на экране сумка Sac à dépêches обязана Альфреду Хичкоку. В 1954 году Хичкок разрешил художнику по костюмам Эдит Хэд приобрести аксессуары фирмы Hermès для фильма «Поймать вора». В главной роли в этом фильме снималась Грейс Келли. По словам Хэд, Келли «влюбилась» в сумку. В течение нескольких месяцев после её брака с принцем Монако Ренье III, состоявшегося в 1956 году, беременная принцесса Монако фотографировалась с большой сумкой, чтобы скрыть от папарацци свой увеличивающийся живот. Эта фотография появилась в журнале Life. Грейс Келли была тогда иконой стиля и находилась в центре внимания всей мировой прессы, поэтому её сумочка сразу же приобрела большую популярность. В одно мгновение она стала называться «сумкой Келли», хотя это название стало официальным только в 1977 году.
Та самая, получившая известность, сумка была найдена в архивах княжеского двора Монако и выставлена в Музее Виктории и Альберта в апреле 2010 года вместе с другими известными предметами гардероба, принадлежавшими принцессе Грейс. «Звездная выставка» демонстрирует потертости и пятна, поскольку Грейс Келли была бережлива и носила любимые вещи в течение многих лет. Фирма Hermès в настоящее время производит сумки 32 разных стилей, но Келли до сих пор является очень востребованной. Сумка Келли стоит дорого и является символом статуса.